# Zach Gilford
Zachary Michael Gilford (Evanston, 14 gennaio 1982) è un attore statunitense.

## Biografia
Gilford ha studiato alla Evanston Township High School e si è laureato presso la Northwestern University in Performing arts e Educazione.
La sua svolta artistica arriva quando interpreta uno dei protagonisti del teen dramma Friday Night Lights nel 2006, il suo personaggio è il quarterback Matt Saracen, chiamato Sette per via del suo numero di maglia. Prima di questa esperienza aveva recitato nel 2005 in una puntata di Law & Order - Unità vittime speciali e successivamente nel 2009 in Grey's Anatomy. Ha partecipato al film Dare di Adam Salky del 2009, sempre nello stesso anno a Laureata... e adesso? è un film di Vicky Jenson del 2009, affiancato da Alexis Bledel e Bobby Coleman. Nel 2010 recita in un film di Matthew Leutwyler Il fiume delle verità, adattamento del romanzo di David James Duncan. Nel 2011 interpreta un medico in sud America nel telefilm Off the Map

## Filmografia

### Cinema
- Handbook to Casual Stalking, regia di Christal Karge – cortometraggio (2003)
- The Last Winter, regia di Larry Fessenden (2006)
- La setta delle tenebre (Rise), regia di Sebastian Gutierrez (2007)
- Dare, regia di Adam Salky (2009)
- Laureata... e adesso? (Post Grad), regia di Vicky Jenson (2009)
- Il fiume delle verità (The River Why), regia di Matthew Leutwyler (2010)
- Super - Attento crimine!!! (Super), regia di James Gunn (2010)
- Answers to Nothing, regia di Matthew Leutwyler (2011)
- Long Time Gone, regia di Sarah Siegel-Magness (2011)
- In Our Nature, regia di Brian Savelson (2012)
- The Last Stand - L'ultima sfida (The Last Stand), regia di Kim Ji-woon (2013)
- Crazy Kind of Love, regia di Sarah Siegel-Magness (2013)
- La stirpe del male (Devil's Due), regia di Matt Bettinelli-Olpin e Tyler Gillett (2014)
- Anarchia - La notte del giudizio (The Purge: Anarchy), regia di James DeMonaco (2014)
- Emmett, regia di Bridget Stokes (2019)

### Televisione
- Law & Order - Unità vittime speciali (Law & Order: Special Victims Unit) – serie TV, episodi 6x11-21x04 (2005, 2019)
- Friday Night Lights – serie TV, 62 episodi (2006-2011)
- Grey's Anatomy – serie TV, episodi 5x23 (2009)
- Matadors, regia di Yves Simoneau – episodio pilota scartato (2010)
- Off the Map – serie TV, 13 episodi (2011)
- The Mob Doctor – serie TV, 13 episodi (2012-2013)
- Drunk History – serie TV, episodi 2x09-3x06-6x12 (2014-2019)
- Tim & Eric's Bedtime Stories – serie TV, episodio 1x09 (2015)
- Stanistan, regia di Michael Mayer – episodio pilota scartato (2015)
- The Family – serie TV, 12 episodi (2016)
- Kingdom – serie TV, episodi 3x02-3x03 (2017)
- Lifeline – web serie, 8 webisodi (2017)
- This Close – serie TV, 8 episodi (2018-2019)
- Good Girls – serie TV, 16 episodi (2018-2021)
- L.A.'s Finest – serie TV, 26 episodi (2019-2020)
- Midnight Mass – miniserie TV, 7 episodi (2021)
- The Midnight Club – serie tv, 10 episodi (2022)
- Criminal Minds - serie TV, 10 episodi (2022-2025)
- La caduta della casa degli Usher (The Fall of the House of Usher) – miniserie TV, 8 episodi (2023)

## Riconoscimenti
- 2015 – MTV Movie Awards[1][2]
  - Candidatura – Performance più terrorizzante per Anarchia - La notte del giudizio

## Doppiatori italiani
Nelle versioni in lingua italiana dei suoi lavori, Zach Gilford è stato doppiato da:
- Stefano Crescentini in Laureata... E adesso?, The Last Stand - L'ultima sfida, Anarchia - La notte del giudizio, Midnight Mass, Criminal Minds: Evolution
- Emiliano Coltorti in La stirpe del male, The Mob Doctor, The Family
- David Chevalier in Grey's Anatomy
- Federico Di Pofi in Law & Order: Unità vittime speciali
- Francesco Venditti in Il fiume della verità
- Daniele Raffaeli in The Midnight Club
- Alessandro Quarta in Friday Night Lights
- Francesco Pezzulli in Off the Map
- Marcello Moronesi in Good Girls
- Alessandro Rigotti in Law & Order - Unità vittime speciali
- Luca Mannocci in L.A.'s Finest